# Hendrik van Saksen (1422-1435)
Hendrik van Saksen (Meißen, 21 mei 1422 - 22 juli 1435) was een zoon van keurvorst Frederik I van Saksen en Catharina van Brunswijk-Lüneburg.
Samen met zijn broers volgde hij in 1428 zijn vader op als vorst van Saksen, maar hij stierf al in 1435.